# Birger Meling
Birger Meling (Stavanger, 17 de diciembre de 1994) es un futbolista noruego que juega en la demarcación de defensa para el F. C. Copenhague de la Superliga de Dinamarca.

## Selección nacional
Tras jugar con la selección de fútbol sub-21 de Noruega, finalmente hizo su debut con la selección absoluta el 5 de octubre de 2017 en un partido de clasificación para la Copa Mundial de Fútbol de 2018 contra San Marino que finalizó con un resultado de 0-8 a favor del combinado noruego tras los goles de Markus Henriksen, Ole Selnæs, Martin Linnes, un doblete de Joshua King y un triplete de Mohamed Elyounoussi.

## Clubes
| Club                | País      | Año       | Partidos | Goles |
| ------------------- | --------- | --------- | -------- | ----- |
| Stabæk IF           | Noruega   | 2014-2017 | 69       | 6     |
| Rosenborg BK        | Noruega   | 2017-2020 | 129      | 4     |
| Nîmes Olympique     | Francia   | 2020-2021 | 26       | 2     |
| Stade Rennais F. C. | Francia   | 2021-2023 | 73       | 0     |
| F. C. Copenhague    | Dinamarca | 2023-     | 43       | 0     |

## Palmarés

### Campeonatos nacionales
| Título                 | Club             | País      | Año  |
| ---------------------- | ---------------- | --------- | ---- |
| Eliteserien            | Rosenborg BK     | Noruega   | 2017 |
| Eliteserien            | Rosenborg BK     | Noruega   | 2018 |
| Copa de Noruega        | Rosenborg BK     | Noruega   | 2018 |
| Superliga de Dinamarca | F. C. Copenhague | Dinamarca | 2025 |
| Copa de Dinamarca      | F. C. Copenhague | Dinamarca | 2025 |